# ماريكو قوتو
ماريكو قوتو (باليابانية: 後藤まりこ؛ بالكانا: ごとう まりこ) هي مغنية مؤلفة وعازفة قيثارة ومغنية وشاعرة وممثلة يابانية، ولدت في 22 فبراير 1982 في أوساكا في اليابان.

## وصلات خارجية
- الموقع الرسمي
- ماريكو قوتو على موقع IMDb (الإنجليزية)
- ماريكو قوتو على موقع ميوزك برينز (الإنجليزية)
- ماريكو قوتو على موقع ديسكوغز (الإنجليزية)
- ماريكو قوتو على موقع قاعدة بيانات الفيلم (الإنجليزية)